# Championnat national de tennis des États-Unis 1922
Pour un article plus général, voir US Open de tennis.
Résultats détaillés de l’édition 1922 du championnat de tennis US National qui est disputée du 14 au 19 août 1922.

## Palmarès
| Tableau          | Vainqueurs                       | Vainqueurs         | Score                   | Finalistes                           | Finalistes         |
| ---------------- | -------------------------------- | ------------------ | ----------------------- | ------------------------------------ | ------------------ |
| Simple dames     | M. Bjurstedt Mallory             | Norvège            | 6-3, 6-1                | Helen Wills                          | États-Unis         |
| Simple messieurs | Bill Tilden                      | États-Unis         | 4-6, 3-6, 6-2, 6-3, 6-4 | Bill Johnston                        | États-Unis         |
| Double dames     | Marion Zinderstein Helen Wills   | États-Unis         | 6-4, 7-9, 6-3           | Edith Sigourney M. Bjurstedt Mallory | États-Unis Norvège |
| Double messieurs | Bill Tilden Vincent Richards     | États-Unis         | 4-6 6-1 6-3 6-4         | Gerald Patterson Pat O'Hara Wood     | Australie          |
| Double mixte     | M. Bjurstedt Mallory Bill Tilden | Norvège États-Unis | 6-4, 6-3                | Helen Wills Howard Kinsey            | États-Unis         |

## Simple dames
|  |                 |  |   |   |  |
|  | Finale          |  |   |   |  |
|  |                 |  |   |   |  |
|  |                 |  |   |   |  |
|  | Molla Bjurstedt |  | 6 | 6 |  |
|  | Molla Bjurstedt |  | 6 | 6 |  |
|  | Helen Wills     |  | 3 | 1 |  |

## Double dames
|  |                                 |  |   |   |   |
|  | Finale                          |  |   |   |   |
|  |                                 |  |   |   |   |
|  |                                 |  |   |   |   |
|  | Marion Zinderstein Helen Wills  |  | 6 | 7 | 6 |
|  | Marion Zinderstein Helen Wills  |  | 6 | 7 | 6 |
|  | Edith Sigourney Molla Bjurstedt |  | 4 | 9 | 3 |

## Double mixte
|  |                             |  |   |   |  |
|  | Finale                      |  |   |   |  |
|  |                             |  |   |   |  |
|  |                             |  |   |   |  |
|  | Molla Bjurstedt Bill Tilden |  | 6 | 6 |  |
|  | Molla Bjurstedt Bill Tilden |  | 6 | 6 |  |
|  | Helen Wills Howard Kinsey   |  | 4 | 3 |  |